# Første bulgarske rige
Det første bulgarske rige var en middelalderstat på det nordøstlige Balkan, som blev grundlagt omkring år 681 af bulgarere og eksisterede til 1018. I sin storhedstid strakte riget sig fra Budapest til Sortehavet og fra Dnepr i nutidens Ukraine til Adriaterhavet.
Efterhånden som riget blev fasttømret, indgik det i et århundredlangt samspil med Byzans, sommetider venskabeligt, sommetider fjendtligt. Efterhånden viste riget sig som Byzans' hovedmodstander på Balkan med flere krige som resultat. De to riger havde også perioder med fred og samarbejde, navnlig i forbindelse med den anden arabiske belejring af Konstantinopel, hvor den bulgarske hær spillede en afgørende rolle i at bryde belejringen. Byzans udøvede stor kulturel indflydelse på det bulgarske rige, hvilket også medførte indførelsen af kristendommen i riget i 864. Efter opløsningen af Avar-khanatet ekspanderede bulgarerne deres territorium op til den Pannoniske Slette i det nuværende Ungarn og Tatrabjergene ved grænsen mellem nutidens Polen og Slovakiet. Senere mødte bulgarerne fremstød fra petsjeneger og kumaner og vandt en afgørende sejr over ungarerne, hvorved de tvang disse til for fremtiden at holde sig til den Pannoniske Slette.
I slutningen af det 9. og begyndelsen af det 10. århundrede vandt zar Simeon den Store en række sejre over Byzans og udvidede riget til sin største udstrækning. Efter tilintetgørelsen af den byzantinske hær i slaget ved Achelous i 917 belejrede bulgarerne Konstantinopel i 923 og 924. Byzans genvandt dog sin styrke, og i 1014 vandt riget under Basileios 2. en afgørende sejr over bulgarerne i slaget ved Kleidion. I 1018 blev den sidste bulgarske fæstning omringet, og det første bulgarske rige ophørte med at eksistere. Det blev i 1185 efterfulgt af det andet bulgarske rige.
Efter indførelsen af kristendommen i 864 blev Bulgarien for første gang det kulturelle centrum i det slaviske område. Rigets førende position blev yderligere forstærket med opfindelsen af det kyrilliske alfabet i landets hovedstad Preslav, og litteratur skrevet på det oldbulgarske sprog blev udbredt mod nord. Oldbulgarsk blev et slags fællessprog i Østeuropa, hvor det blev kendt som oldkirkeslavisk. I 927 blev det selvstændige bulgarske patriarkat officielt anerkendt. Senere opstod der som reaktion mod den byzantinske indflydelse på kirken en sekt, der blev kendt som bogomolisme i riget i midten af det 10. århundrede.

## Historie
I det senromerske rige var de landområder, der nu udgør Bulgarien, opdelt i flere provinser: Yngre Skytien, Moesien (Øvre og Nedre), Thrakien, Dakien, Macedonia (første og anden), Dardanien, Rhodope og Hermimont og havde en befolkning bestående af romaniserede getere og helleniserede thrakere. Adskillige på hinanden følgende bølger af slaviske indvandrere i løbet af det 6. og begyndelsen af det 7. århundrede medførte næsten en komplet slavificering af området, specielt sprogligt.

### Bulgarerne
En ofte fremført teori går ud på, at baseret på en bred lingvistisk kategorisering var bulgarerne af tyrkisk afstamning. Der findes kilder, der omtaler dem i på den pontisk-kaspiske slette i slutningen af det 5. århundrede. Nogle forskere mener, at ud fra at de talte tyrkisk, må de være indvandret til Europa fra Centralasien og Mongoliet. Nogle kilder bruger betegnelsen bulgarer om en varietet af nomadekrigere i Sortehavsregionen i slutningen af det 5. og det 6. århundrede. De nåede til Balkanhalvøen i det 7. århundrede (nogle kilder siger tidligere). Den etablerede teori siger, at bulgarerne er beslægtet med hunnerne, men deres etniske tilhørsforhold er ikke fuldstændig klar, da de oprindelige bulgarere blev integreret med den oprindelige befolkning i det, der nu er Bulgarien.
I 632 lykkedes det for khan Kubrat at samle de bulgarske stammer, der var under det Vestlige Tyrkiske Khaganats herredømme, til en selvstændig stat, der af byzantinske historikere blev omtalt som det Storbulgarske Rige. De vigtigste beskrivelser kommer fra blandt andet patriarken Nikeforos og Teofanes Bekenderen fra det 9. århundrede. Ifølge de begrænsede byzantinske og armenske kilder lå landets grænser mellem Donaus nedre løb mod vest, Sortehavet og det Azovske Hav mod syd, Kuban-floden mod øst og Severskij Donets mod nord. Hovedstaden var Fanagoria ved det Azovske Hav. Kubrat gik i alliance med byzantinerne, men presset fra khazarerne fra øst førte til opløsningen af det Storbulgarske Rige i anden halvdel af det 7. århundrede.